# Liste der Kulturdenkmäler in Oberbillig
In der Liste der Kulturdenkmäler in Oberbillig sind alle Kulturdenkmäler der rheinland-pfälzischen Ortsgemeinde Oberbillig aufgeführt. Grundlage ist die Denkmalliste des Landes Rheinland-Pfalz (Stand: 8. Februar 2023).

## Denkmalzonen
| Bezeichnung          | Lage                     | Baujahr | Beschreibung | Bild            |
| -------------------- | ------------------------ | ------- | --- | --------------- |
| Denkmalzone Ortskern | Kirchstraße 5 und 7 Lage | 1891/92 | erhöht gelegene, 1891/92 einheitlich geplante Bautengruppe aus Kirche, Schulhaus und Pfarrhaus, ortsbildprägend | Fotos hochladen |

## Einzeldenkmäler
| Bezeichnung                         | Lage                                    | Baujahr                    | Beschreibung                                              | Bild                           |
| ----------------------------------- | --------------------------------------- | -------------------------- | --------------------------------------------------------- | ------------------------------ |
| Wegekreuz                           | Fährstraße Lage                         | Mitte des 19. Jahrhunderts | Wegekreuz, Mitte des 19. Jahrhunderts                     | Fotos hochladen                |
| Katholische Pfarrkirche St. Barbara | Kirchstraße Lage                        | 1864                       | Saalbau, Rundbogenstil, 1864, Erweiterung 1891, Turm 1893 | weitere Bilder Fotos hochladen |
| Wohnhaus                            | Küferstraße 6 Lage                      | frühes 18. Jahrhundert     | Wohnhaus, frühes 18. Jahrhundert                          | Fotos hochladen                |
| Wegekreuz                           | östlich des Ortes an der B 419 Lage     | Mitte des 19. Jahrhunderts | Säulenkreuz, Mitte des 19. Jahrhunderts                   | Fotos hochladen                |
| Rochuskapelle                       | südlich des Ortes Lage                  | 1848                       | Flurkapelle, halbrund schließender Putzbau, 1848          | Fotos hochladen                |
| Stationenweg                        | südlich des Ortes Lage                  | 1913                       | vierzehn schlichte Sandsteinstelen, 1913                  | weitere Bilder Fotos hochladen |
| Unglückskreuz                       | südwestlich des Ortes an der B 419 Lage | 1900                       | Pfeilerkreuz, 1900                                        | Fotos hochladen                |